# 新時代地產投資
新時代地產證券投資有限公司（除牌當時為0156.HK）-- 曾在1973年於香港交易所主版上市公司及創立，主要業務投資房地產及股票有價證券，1988年被李嘉誠兒子李澤鉅夥同日資財團收後，由高日發展取代上市，再到現時力寶華潤。

## 外部連結
- 力寶華潤資料